# Autoroute A58 (France)
Pour les articles homonymes, voir A58.
L'autoroute A58 (dénommée autoroute A8 bis jusqu'en 1996) était un projet d'autoroute abandonné en 2006. L'autoroute devait relier Mandelieu-la-Napoule à La Turbie dans le but de désengorger l'autoroute A8 tout en contournant le territoire niçois.